# Blodsrit
Blodsrit ist eine Black-Metal-Band aus Schweden. Die Herkunft des Namens gründet, so Sänger Nazgûl, auf einem alten heidnischen Ritual, „bei dem Blut geopfert wurde, um bessere Ernten oder ein glücklicheres Liebesleben zu erreichen“. Der Name wurde „wegen seiner grimmigen Wirkung“ gewählt.

## Geschichte
Die Band wurde 1998 von Kettil und Jimmie „Nazgûl“ Nyhlen zunächst unter dem Namen Skuggrike gegründet. Unter diesem Namen nahmen sie nur die Demo The Arrival of Kaos auf und trennten sich anschließend, die Demoaufnahme blieb unveröffentlicht. Nazgûl benannte die Band in Blodsrit um und führte sie alleine weiter. 1999 nahm er die Demo Dödens sändebud auf. Die malaysische Plattenfirma Psychic Scream Entertainment bekam eines der 25 veröffentlichten Exemplare und veröffentlichte im Jahr 2000 Aufnahmen von Blodsrit auf der Split-CD Storm of Immolation mit Ritual Orchestra. Im gleichen Jahr wurde die Band von Chanteloup Creations aus Frankreich für ein Album unter Vertrag genommen, während der Aufnahmen zum Debüt musste Chanteloup Creations die eigenen Aktivitäten aufgrund aufkommender Probleme einstellen; der Vertrag wurde auf Oaken Shield Records/Adipocere Records übertragen.
Im Sommer 2001 erschien das Debütalbum Supreme Misanthropy. Die Band nahm weiteres Material auf und rekrutierte den Schlagzeuger Fiebig (Portal, Carve, Paganizer), um den bis dahin genutzten Drumcomputer zu ersetzen. In dieser Besetzung entstand die Promo-CD Secrets Unveiled mit zwei neuen Liedern, einer neuen Version von vid livets slut und einem Cover von Darkthrones Transilvanian Hunger.
2002 rekrutierte Blodsrit den Bassisten Saphanoz und nahm weiteres Material auf. In Zusammenarbeit mit Oakenshield/Adipocere wurde das Andromede-Studio in Frankreich gebucht; der Studioaufenthalt für die Aufnahmen zu Ocularis infernum wurde zusammen mit einer kurzen Tournee durch Frankreich zusammen mit Crystalium, Nehëmah, Belenos und Himinbjorg arrangiert. Für Live-Auftritte nahm die Band Yxmarder als Lead-Gitarristen auf, der nach der Tournee festes Mitglied wurde. Im Mai 2003 wurde Ocularis infernum veröffentlicht.
Dem Gitarristen Emil „Yxmarder“ Koverot wurde 2008 aufgrund seiner Mitgliedschaft bei Blodsrit eine ihm zuvor angebotene Stelle als Lehrer in Västervik gekündigt, noch bevor er diese antreten konnte.

## Stil
Die Band spielt primitiven, nordischen Black Metal, dessen Haupteinflüsse Bands wie Darkthrone, Ildjarn, Burzum, Marduk und Bathory sind. Die Musik sollte laut Nazgûl „den selben Effekt haben wie eine stumpfe Rasierklinge, die sich ihren Weg durch lebendes Fleisch erzwingt“; er hofft, dass „die Musik von Blodsrit den Hörer durchdringt und seine Seele mit der düstersten Melancholie einfärbt“.
Die Texte, die meist von „Selbstmordgedanken, Todessehnsucht, Gewalt und Blasphemie“ handeln, sind für Nazgûl „ein extrem wichtiger Teil der Gesamterscheinung und wenn die Texte die extreme Seite der Musik nicht noch verstärken würden, würde die Kreation miserabel ausfallen“. Nazgûl liest hauptsächlich Fantasy-Bücher und Kriegsgeschichten, die ihn textlich inspirieren, ebenso spiegeln sich in den Texten seine persönlichen Ansichten zu Leben und Tod wider.

## Diskografie
- 1999: Dödens sändebud (Demo)
- 2000: Storm of Immolation (Split mit Ritual Orchestra, Psychic Scream Entertainment)
- 2001: Secrets Unveiled (EP)
- 2001: Supreme Misanthropy (Oaken Shield Records)
- 2002: … In Blood (EP, Deathcamp Productions)
- 2003: Ocularis infernum (Oaken Shield Records/Adipocere Records)
- 2004: Helveteshymner (Oaken Shield Records)
- 2004: Stemmen fra tårnet auf Wotan Mit Uns ! (Ancient Beliefs)
- 2006: The Well of Light Has Finally Dried (Miriquidi Productions)
- 2007: Hinterland (Unexploded Records)
- 2009: Supreme Misanthropy MMVIII (Unexploded Records)